# Pociski jądrowe
Pocisk jądrowy (amunicja jądrowa) – rodzaj amunicji masowego rażenia o działaniu wybuchowym.
Działa na zasadzie wykorzystania energii wewnątrzjądrowej wydzielonej podczas reakcji łańcuchowej rozszczepiania jąder izotopów pierwiastków ciężkich (uran 233 lub 235 albo pluton 230 – amunicja atomowa) lub reakcji termojądrowej, w której występuje reakcja dwufazowa polegająca na rozszczepieniu jąder izotopu uranu 235 + synteza jąder pierwiastków lekkich i jest to tzw. amunicja wodorowa lub termojądrowa, oraz reakcja trójfazowa polegająca na rozszczepieniu jąder izotopu uranu 235 + synteza  jąder pierwiastków lekkich + rozszczepienie jąder izotopu uranu 238 i jest to tzw. amunicja termojądrowa wielkiej mocy lub amunicja wodorowo – uranowa.
Czynnikami rażenia jest fala uderzeniowa, fala podmuchu o dużej sile rażącej, promieniowanie cieplne i świetlne które wywołuje oparzenia i pożary, promieniowanie oraz radioaktywne skażenie powietrza, wody i ziemi.
Amunicja ta ma zastosowanie w bombach lotniczych, pociskach rakietowych, wielkokalibrowych pociskach artyleryjskich, torpedach i minach.
Pierwsza próba z wykorzystaniem tej amunicji odbyła się 16 marca 1945 na amerykańskim poligonie w Alamogordo w stanie Nowy Meksyk.